# Sankt Antoni
Sankt Antoni (toponimo tedesco, fino al 1831 Schrickschrot; in francese Saint-Antoine) è un comune svizzero di 2 039 abitanti del Canton Friburgo, nel distretto della Sense.

## Monumenti e luoghi d'interesse

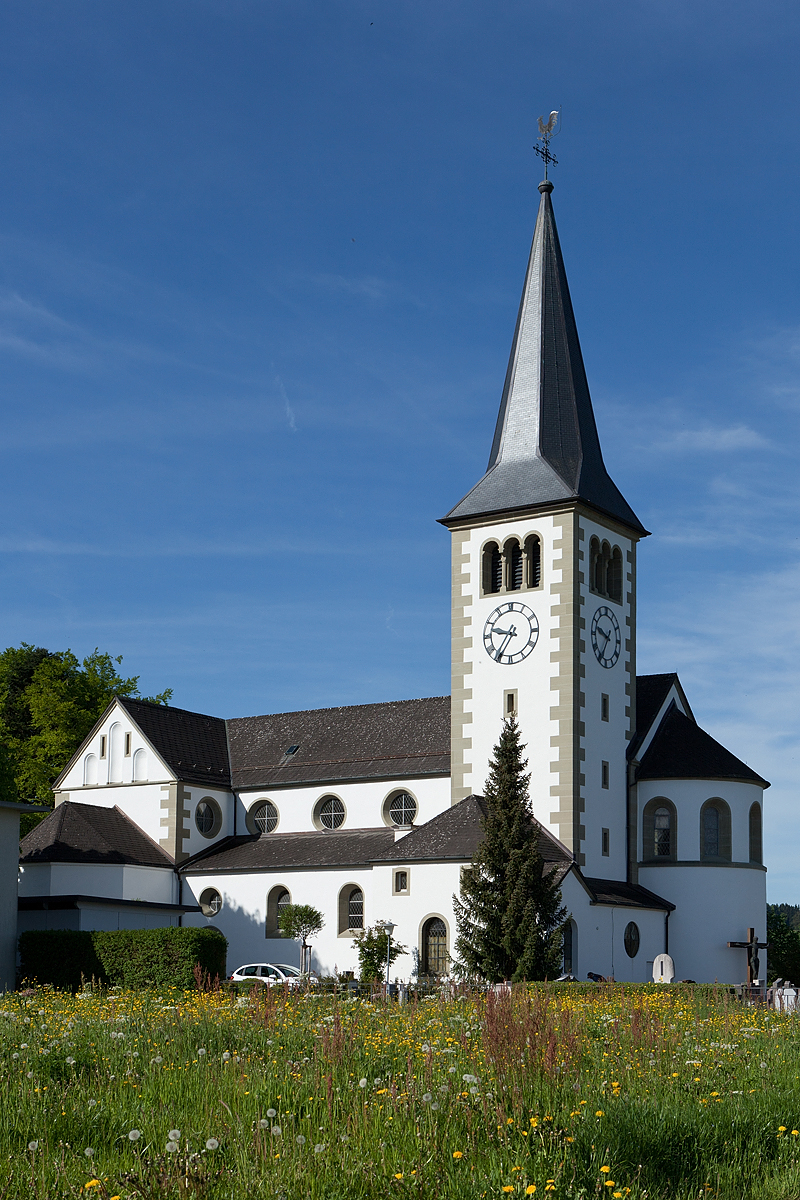
La chiesa cattolica di Sant'Antonio

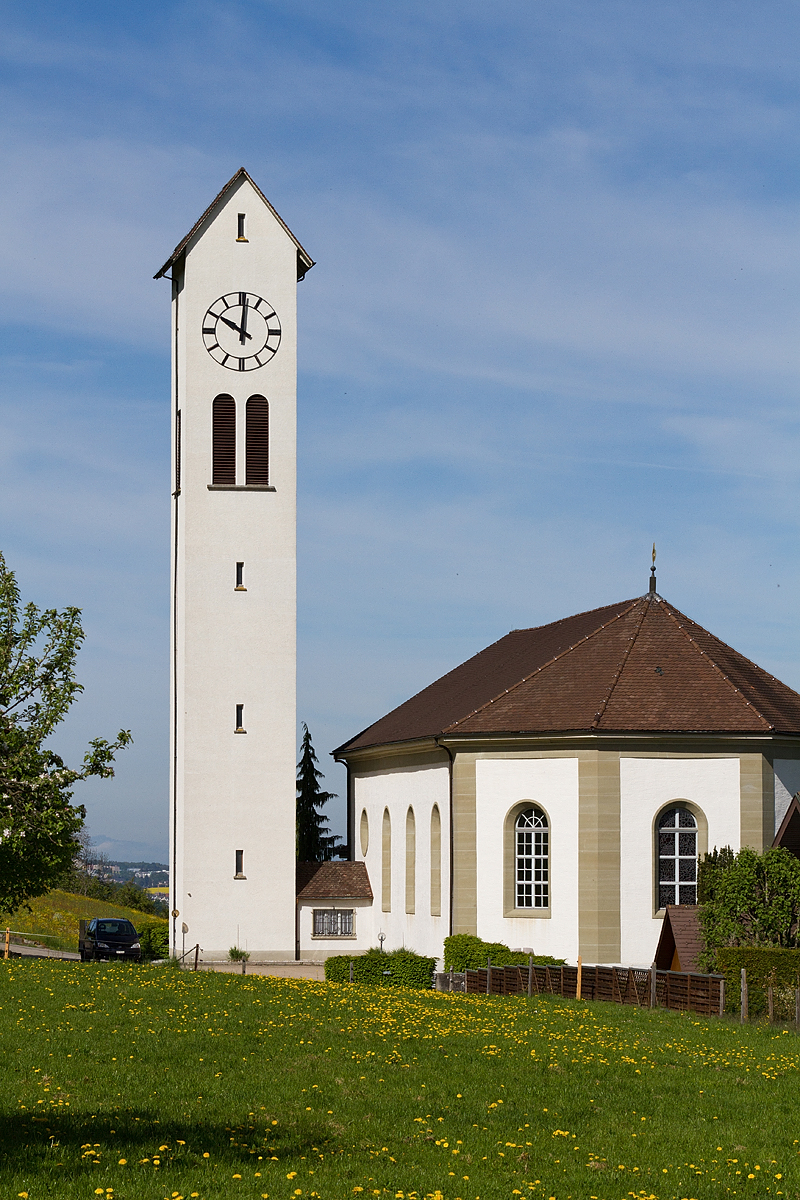
La chiesa riformata

- Chiesa cattolica di Sant'Antonio, eretta nel XV secolo e ricostruita nel 1770, nel 1857 e nel 1894[1];
- Chiesa riformata, eretta nel 1866[1].

## Società

### Evoluzione demografica
L'evoluzione demografica è riportata nella seguente tabella:
Abitanti censiti

## Geografia antropica
Le frazioni di Sankt Antoni sono:
- Bächlisbrunnen
- Burg
- Burgbühl
- Guglenberg
- Henzenried
- Lampertshalden
- Lehwil
- Mellisried
- Obermonten
- Niedermonten
- Niedermuhren
- Schwenny
- Tutzishaus
- Weissenbach
- Winterlingen

## Amministrazione
Ogni famiglia originaria del luogo fa parte del comune patriziale che ha la responsabilità della manutenzione di ogni bene comune.